# Zonosaurus laticaudatus
Zonosaurus laticaudatus е вид влечуго от семейство Gerrhosauridae. Видът не е застрашен от изчезване.

## Разпространение и местообитание
Разпространен е в Мадагаскар.
Обитава гористи местности и плантации.